# Германская почта за границей
Германская почта за границей — сеть почтовых отделений на территории иностранных государств, открытых Германской империей в конце XIX — начале XX века для обеспечения почтовой связью тех зон, где местная почта считалась небезопасной или ненадёжной.

## Общий обзор
Обычно заграничные почтовые отделения работали в городах, в которых у Германии были коммерческие интересы какого-либо рода. Иметь такие почтовые отделения на территории других стран не было чем-то исключительным: к числу государств, открывших свои почтовые отделения за границей, принадлежали Австро-Венгрия, Великобритания, Греция, Италия, Китай, Россия, Румыния, США и Франция. Во второй половине XIX века и в начале XX века наличие почтовых отделений за пределами собственной территории было признаком международного веса государства.
Выпуск почтовых марок германской почты за границей начался в конце XIX века, достигнув расцвета в начале XX века, и прекратился во время Первой мировой войны или сразу после её окончания.
На раннем этапе только по оттиску штемпеля гашения можно было установить факт обращения почтовых марок за границей: такие марки известны как нем. «Vorläufer» («предшественницы»). Более поздние марки такого рода определяются по надпечаткам на них, даже в том случае, когда они не были в почтовом обращении.

## Отделения за границей

### Османская империя
Германские почтовые отделения существовали на территории Османской империи с 1870 года по 1914 год, при этом в почтовом обращении находились стандартные марки типа «Германия» как без надпечаток, так и с надпечатками новых номиналов.

### Китай

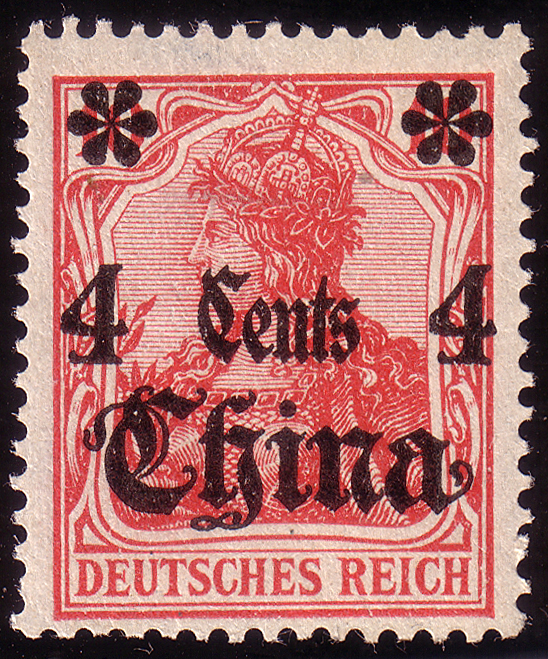
Марка германской почты в Китае, 1905(Sc #39)

Отделения германской почты в Китае (нем. Deutsche Post in China) открылись в 1886 году. Вначале в обращении были стандартные марки без надпечаток. Факт их использования на территории Китая может быть установлен только по оттиску почтового штемпеля гашения на марке.
В 1898 году были эмитированы марки с надпечаткой «China» («Китай»). После 1900 года в обращении были почтовые марки «Германия» с надпечаткой «Китай». Кроме того, после 1905 года номиналы, вместо рейхсмарок и пфеннигов, стали обозначаться в долларах и центах. Почтовые отделения Германии закрылись после объявления Китаем войны Германии 3 марта 1917 года
Почтовые отделения функционировали в следующих городах (с указанием названия на немецком языке в соответствии со штемпелями гашения):
- Шанхай — Shanghai,
- Тяньцзинь — Tientsin,
- Чифу — Tschifu,
- Амой — Amoy,
- Кантон — Kanton,
- Фучжоу — Futschau,
- Нанкин — Nanking,
- Пекин — Peking,
- Сватоу — Swatau,
- Цинанфу — Tsinanfu,
- Чжэньцзян — Tschinkiang,
- Тонку — Tongku,
- Вэйфан — Weihsien,
- Ичан — Itschang,
- Tschingtschoufu,
- Tschonsun.

Кроме того, во время Боксёрского восстания (1900—1901) существовало десять военных почтовых отделений.

### Занзибар
Короткое время Имперская почта выпускала почтовые марки без надпечаток через некое агентство на Занзибаре (с 1890—1891 года). Эти марки устанавливаются по оттискам штемпеля гашения на них. В каталогах этот выпуск порой указывается как предшественник почтовых марок Германской Восточной Африки, но он не относится к ним.

### Марокко

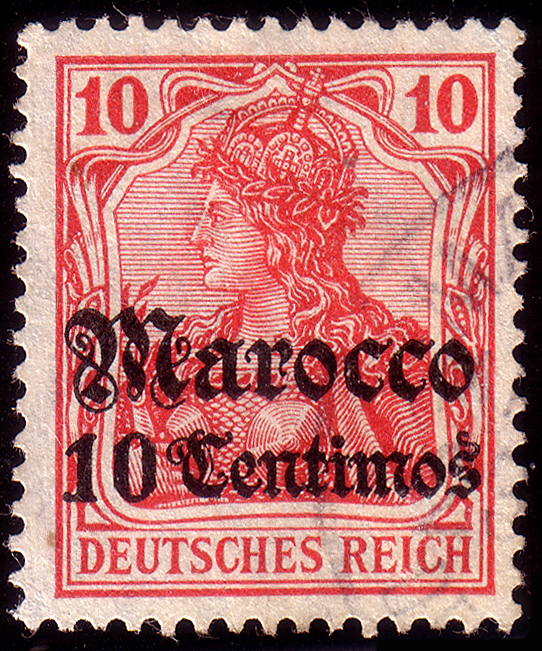
Марка германской почты в Марокко, 1905(Sc #22)

Германские почтовые отделения в Марокко (Deutsche Post in Marokko) открылись в 1899 году. В обращении были стандартные марки Германии с надпечатками. После эмиссии первого выпуска валюта была изменена на песеты и сантимы.
Почтовые конторы Германии закрылись на территории Марокко, подконтрольной Франции, в 1914 году, а на территории Марокко, находящейся под контролем Испании, — 16 июня 1919 года.
Почтовые отделения имелись в следующих городах (с указанием названия в соответствии со штемпелями гашения):
- Под международным контролем:
  - Танжер — Tanger.
- Под контролем Испании:
  - Эль-Ксар-эль-Кебир — Alkassar,
  - Асила — Arsila,
  - Эль-Араиш (Лараш) — Larache,
  - Тетуан — Tetuan.
- Под контролем Франции:
  - Аземмур — Asimmur,
  - Касабланка — Casablanca,
  - Фес — Fez,
  - Фес-Мелла — Fez-Mellah,
  - Марракеш — Marrakesch,
  - Мазаган — Mazagan,
  - Мекнес — Meknes,
  - Могадор — Mogador,
  - Рабат — Rabat,
  - Сафи — Saffi.

## Филателистическая ценность
Почтовые марки германской почты за границей пользуются популярностью у коллекционеров, а некоторые из них имеют довольно значительную ценность. Самая высокая цена, назначенная за один экземпляр, была уплачена за почтовую марку с ручным штемпелем «China» («Китай», которая относится к так называемому «Тяньцзиньскому выпуску» (англ. Tientsin issue). Она имеет номинал в 40 пфеннигов и относится к серии «Германия» 1900 года. Эта марка была продана за 100 152 евро на одном из филателистических аукционов в 2006 году.